# Mlinče
Mlinče (nemško Müllnern) je naselje v Občini Žitara vas v Okraju Velikovec na Koroškem v Avstriji.